# Świna

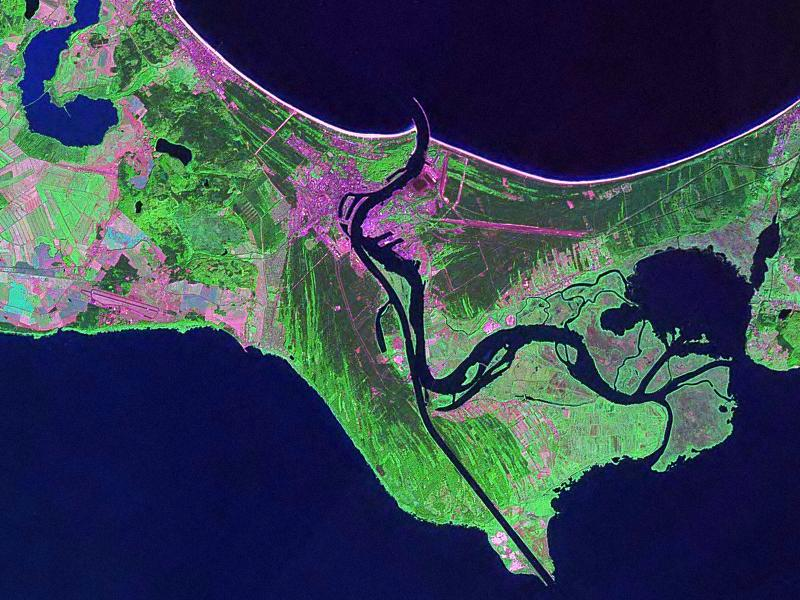
De Świna en het Kanał Piastowski

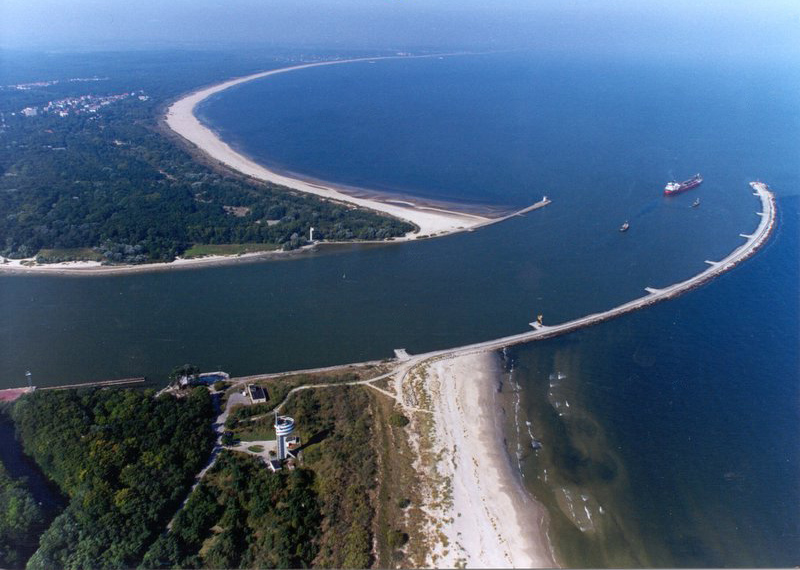
Monding van de Świna in de Oostzee

De Świna (Duits: Swine) is een rivier in Polen die het Oderhaf met de Oostzee verbindt. De Świna scheidt daarmee de eilanden Usedom en Wolin van elkaar.
De Świna is een onderdeel van het estuarium van de Oder en voert ongeveer 75% van het water van de Oder af naar de Oostzee. De Peenestrom voert 15% en de Dziwna 10% af. De Świna is ongeveer 16 km lang en is daarmee niet alleen de waterrijkste, maar ook de kortste van de drie waterwegen. De belangrijkste stad aan de Świna is Świnoujście (Duits: Swinemünde).
In de tijd van het Duitse Keizerrijk werd tussen 1874 en 1880 de Kaiserfahrt (in Polen bekend als Kanał Piastowski) aangelegd. Dit kanaal verbond het noorden van de Świna met het Oderhaf en vormde een belangrijke toegang tot de Pommerse havenstad Stettin (Szczecin). Na de Tweede Wereldoorlog werd het gebied rond de Świna aan Polen toegewezen.